# Alpentransitbörse
Die Alpentransitbörse (ATB) ist ein auf lange Frist in der europäischen Verkehrspolitik mögliches Instrument zur Begrenzung des alpenquerenden Straßengüterverkehrs durch die Versteigerung und den Handel von Durchfahrtsrechten.

## Hintergrund
Die Alpen sind ein vom Transitverkehr besonders belastetes Gebiet. Der gesamtalpine Güterverkehr betrug im Jahr 1970 28 Mio. Tonnen, aber 1998 bereits 150 Mio. t. Während der Schienengüterverkehr in etwa gleich geblieben ist, verachtfachte sich in dieser Zeit der Straßengüterverkehr.
Allein am Brenner wurden 1998 täglich mehr als 6.300 LKW gezählt.
Die bedeutenden Transitachsen, ihre Alpenübergänge, Tunnels:
- Tauerntunnel
- Brennerpass
- Gotthard-Strassentunnel
- Mont-Blanc-Tunnel
- Fréjus-Strassentunnel

leiden besonders unter dem hohen LKW-Verkehrsaufkommen.
In engen Alpentälern wurden (Stand etwa 2005) Schadstoff-Grenzwerte regelmäßig überschritten; die Abgase können durch die häufigen Inversionswetterlagen in den alpinen Tälern zu sehr hohen Belastungen führen, speziell im Winter. Es besteht in diesen Tälern eine hohe Belastung mit Stickoxiden, Feinstaub und Blei, das bereits in der Muttermilch von Frauen, die in den Transitgemeinden wohnen, in hohen Konzentrationen gemessen wurde. Diese Schadstoffbelastungen haben bereits großstädtische Ausmaße angenommen. Zudem ist der CO2-Ausstoß allein der LKWs enorm. Beim Brenner beträgt er 26 Tonnen pro Tag.
Lärm kann von Hängen in Fahrbahnnähe widerhallen oder ein enges Tal „füllen“. In den Transitgemeinden sind mehr als zwei Drittel aller Einwohner stark oder sehr stark lärmbelastet. Österreich führte 1989 Kriterien für Lärmarme Kraftfahrzeuge ein; seit 1996 müssen die zugehörigen Grenzwerte auch von allen in der Europäischen Union neu zugelassenen LKWs eingehalten werden.
Ein weiteres Problem ist die Zerstückelung und Zerschneidung des natürlichen Lebensraumes der Tier- und Pflanzenwelt.

### Verkehrsverlagerung
Viele Politiker in den Alpenländern verfolgen das Ziel, einen Teil der alpenquerenden Güter auf die Schiene zu verlagern (Verkehrsverlagerung).
In der Schweiz ist diese Verlagerungspolitik durch mehrere Volksabstimmungen (u. a. Alpeninitiative) gestützt.
In Österreich gibt es eine Reihe aktiver Bürgerorganisationen (z. B. Transitforum) sowie verschiedene Versuche der Politik, den Transitverkehr einzudämmen.
Auch in Frankreich und Südtirol gibt es aktive Bürgerbewegungen.

### Alpenkonvention
Die Alpenkonvention, ein 1991 geschlossener völkerrechtlicher Vertrag, trifft Aussagen zur Verlagerung des LKW-Verkehrs auf die Schiene. Die Konvention stand im Zeichen der Umweltdiskussionen der 1980er Jahre (u. a. Waldsterben) und des Falls des eisernen Vorhanges; z. B. fürchtete Österreich stark zunehmenden Transitverkehr in Länder des ehemaligen Ostblocks. Im „Ausführungsprotokoll Verkehr“ wurde eine Umsetzung mittels marktwirtschaftlicher Instrumente gefordert.

### Rechtlich machbar und sehr effizient, EU-Politik nicht interessiert
Astrid Epiney, u. a. Professorin an der Universität Fribourg für Völkerrecht, Europarecht und schweizerisches öffentliches Recht, sagt zur Alpentransitbörse:

„Rechtlich machbar und sehr effizient.“

und begründet es ausführlich in ihrem wissenschaftlichen Beitrag (Uni FR, 2013).
Jedoch beobachtet sie, dass sich die Politik in der EU, in den EU-Ländern für das Thema nicht interessiert:

„Es fehlt offensichtlich der politische Wille, hier etwas zu tun.“

## Ziele und Modelle
Alpentransitbörse ist ein Sammelbegriff für verschiedene Zuteilungsverfahren, mit denen sich verschiedene (z. T. auch gegensätzliche) Ziele anstreben lassen.

### Cap and Trade
Gemäß dem „Cap and trade“-Prinzip („Deckelung und Handel“) sollen die LKW-Fahrten über die Alpen als beschränktes Gut behandelt und mengenmäßig beschränkt werden. Die mengenmäßige Beschränkung („Cap“) kann sich dabei entweder auf die Anzahl der Fahrten oder auf die daraus resultierende Emissionsmenge beziehen.
Im engeren Sinne steht Alpentransitbörse für das in der Schweiz vom Verein Alpen-Initiative vorgeschlagene Modell, wonach eine fixe Anzahl an Durchfahrtsrechten entweder kostenlos verteilt, zu einem festen Preis verkauft oder versteigert würden. Nach der Erstzuteilung können sie frei gehandelt werden.
Auch das von österreichischen Wissenschaftlern entwickelte System Emissionsgesteuerter Verkehr durch die Alpen ist ein „Cap and Trade“-System. Anstatt eine Mengengrenze für LKW festzulegen, wird hier jedoch eine Begrenzung der Emissionsmenge vorgeschlagen. Statt Durchfahrtsrechten sollen Emissionszertifikate gehandelt werden. Dies im Sinne einer Nachfolgeregelung für die gescheiterte Ökopunkte-Regelung. Rechtlicher Ausgangspunkt ist das Anlagenrecht. Künftige technische Fortschritte würden bei einer Emissionsbegrenzung (je nach Ausgestaltung des Systems) ein weiteres Wachstum der Verkehrsmenge erlauben. Die Kapazitäts- und Sicherheitsprobleme vieler alpenquerender Transitrouten würden nur bedingt gelöst.

### Slot-Management/Reservationssystem
In der ersten Schweizer Studie wurde neben der eigentlichen ATB nach dem „Cap and Trade“-Modell auch ein freiwilliges System mit handelbaren Reservationsrechten untersucht. Dieses „Slot-Management“ würde zur Durchfahrt in einem bestimmten Zeitfenster (Slot) berechtigen. Ziele sind eine bessere Ausnutzung der knappen Strassenkapazitäten, die Reduktion von Staus und Wartezeiten sowie Anreize zu einer besseren Planung und Logistik. Fahrzeuge ohne Reservation müssen länger warten. Ein Slot-Management (siehe auch Zeitfenstermanagement) würde jedoch zu keiner Mengenbegrenzung führen.

### Diverse Verkehrsmanagementsysteme (Traffic Management)
Weitere Modelle versuchen durch Anreize (z. B. flexible Mauthöhen nach Tageszeit) die Strassenkapazität möglichst effizient zu nutzen.

## Die Alpentransitbörse als Instrument der Alpenschutzpolitik

### Schweiz, seit 2004
In der Schweiz wurde die Idee einer Alpentransitbörse vom Verein Alpen-Initiative ins Spiel gebracht. Seit 2004 wurde das Projekt auch vom zuständigen Schweizer Bundesdepartement vorangetrieben, weil eine Umsetzung des geltenden und in der Verfassung verankerten Umlagerungsziels (maximal 650'000 alpenquerende LKW-Fahrten pro Jahr) sowie ein wirtschaftlich selbsttragender Betrieb der NEAT ohne zusätzliche Maßnahmen kaum realisierbar scheinen.
Eine 2004 erstellte summarische Machbarkeitsstudie und eine 2007 abgeschlossene vertiefende Studie kamen zum Schluss, eine ATB sei grundsätzlich möglich und mit den geltenden gesetzlichen Regelungen vereinbar. In beiden Berichten wird aber auch auf verschiedene ungelöste Fragen bei der konkreten Ausgestaltung hingewiesen.

### Schweiz-EU, Bilaterale Verträge
Aufgrund der geltenden Bilateralen Verträgen CH-EU kann die Schweiz eine solche Maßnahme nur im Einvernehmen mit der EU beschließen. Es wurde deshalb versucht, eine ATB alpenweit einzuführen.
Die überarbeitete europäische Wegekostenrichtlinie scheint prinzipiell durchaus einen gewissen Spielraum für die Einführung einer ATB zu eröffnen. Erste Reaktionen von EU-Seite signalisierten vorsichtiges Interesse, bekräftigten aber gleichzeitig die unverhandelbaren Grundsätze des freien Verkehrsflusses, der freien Verkehrsmittelwahl, des Kontingentierungs- und des Diskriminierungsverbots.
Astrid Epiney legte dar, dass der ATB auch EU-rechtlich nichts im Weg stünde (Uni FR, 2013).

### Schweiz, 2007/2008
In der Schweiz beantragte der Bundesrat, in die Nachfolgeregelung für das demnächst auslaufende Verlagerungsgesetz die nötigen rechtlichen Grundlagen für die Einführung einer ATB einzubauen. Im Parlament wurde der Antrag mit der Begründung abgelehnt, das Instrument sei noch nicht praxisreif. Eine Weiterführung der laufenden Abklärungen wurde begrüsst, doch wurde auch davor gewarnt, den Erfolg der Verlagerungspolitik einseitig vom Zustandekommen einer ATB abhängig zu machen.

### Österreich, 2007
In Österreich hat die anfänglich von den Grünen geforderte ATB Eingang ins Regierungsprogramm der SPÖ/ÖVP-Koalition vom Januar 2007 gefunden.

### EU, ab 2013
Spätestens ab 2013 zeigte sich, dass die zuständigen EU-Organe in absehbarer Zeit kaum für eine Alpentransitbörse zu gewinnen sind.
So bilanzierte der Schweizer Bundesrat etwa 2019: "Mit dem Verlagerungsbericht 2013 hatte der Bundesrat erstmals festgestellt, dass die Alpentransitbörse oder limitierende Schwerverkehrsmanagement-Instrumente aus Sicht der EU einen klaren Widerspruch zu den Grundsätzen des Landverkehrsabkommens darstellen. Somit ist auf dieser Basis die Einführung einer Alpentransitbörse oder eines anderen limitierenden Schwerverkehrsmanagement-Instruments kurz- und mittelfristig chancenlos. Die EU hat das Eintreten auf Verhandlungen abgelehnt und auf die Arbeiten im Zürich-Prozess verwiesen. (...)
Auf diesem Hintergrund kann insgesamt aus Sicht des Bundesrates festgehalten werden, dass in der kurz- und mittelfristigen Perspektive für die Schweiz in diesem Kontext die Umsetzung eines limitativen Schwerverkehrsmanagement-Instruments, wie z. B. einer Alpentransitbörse, weiterhin unrealistisch ist. Derartige Bestrebungen werden sich nur schrittweise und bestenfalls in einer langfristigen Perspektive gemeinsam mit den anderen Alpenländern umsetzen lassen. Hingegen haben die Überlegungen zu alpenspezifischen Kostenfaktoren, welche in bestehende Abgabensysteme integriert werden könnten, zumindest in die politische Diskussion auf europäischer Ebene Eingang gefunden."

## Nutzfahrzeugverband ASTAG zum Schweizer Modell
Der Schweizerische Nutzfahrzeugverband ASTAG sieht in der Einführung einer ATB einen „Rückfall in die Planwirtschaft“ und zweifelt überhaupt an der Umsetzbarkeit dieses Instruments.
Aufgrund der erwähnten Berichte von 2004 und 2007 sei hauptsächlich auf folgende offenen Fragen hinzuweisen:
- Festlegung des „Cap“: Während in Österreich wissenschaftliche Grundlagen für die Festlegung zulässiger Emissionsmengen erarbeitet werden, wäre die Fahrtenzahl nach dem schweizerischen System politisch auszuhandeln (bzw. mit dem Verlagerungsziel von 650'000 Fahrten pro Jahr bereits gegeben). Da dieser Wert unterhalb der Nachfrage liegt, würde ein solches Cap (durch das Wechselspiel von Angebot und Nachfrage im freien Handel mit Durchfahrtsrechten) eine empfindliche Verteuerung des Strassentransports nach sich ziehen, was auch der erklärten Absicht der Protagonisten entspräche. Allerdings bleibt völlig offen, ob die EU einer solchen Verteuerung zustimmen würde. Sie könnte Behinderung des freien Verkehrsflusses, Missachtung des Kontingentierungsverbots und Überschreitung der „bilateral“ ausgehandelten Obergrenzen der Transitgebühren geltend machen.
- Sonderregelung für Lokal- und Kurzstreckenverkehr: Sollte die ATB zu einer Verteuerung des Strassentransports führen, so würde dies in Gebieten in der Nähe von Alpenübergängen überproportional stark auf die Produktions- und Lebenshaltungskosten durchschlagen. Zur Kompensation dieses Effekts werden Sonderregelungen gefordert. Allerdings konnte bisher nicht dargelegt werden, wie solche konkret auszugestalten wären, ohne dass dadurch wieder neue Ungleichheiten geschaffen würden. Aus EU-Sicht könnte dies eine Verletzung des Diskriminierungsverbots darstellen.

## Zusätzlicher Ausbau des Bahnangebots als flankierende Maßnahme
Die Kontingentierung und Verteuerung des Straßentransports könnte dadurch aufgefangen werden, dass zusätzlich zum bereits vorgesehenen Ausbau des Schienengüterverkehrs noch weitere neue Bahnangebote geschaffen würden.

### Schweiz
Der Bericht von 2007 schlägt konkret eine zusätzliche Erweiterung des RoLa-Angebots vor, und zwar durch Schaffung neuer Stundentakt-Verbindungen Basel–Domodossola und Basel–Chiasso mit je ca. 300'000 bis 430'000 Stellplätzen pro Jahr. Damit ließen sich gegen 650'000 jährliche LKW-Fahrten zusätzlich auf die Schiene verlagern. Voraussetzung dafür wäre allerdings die Schaffung entsprechender zusätzlicher Strecken- und Terminalkapazitäten. Außerdem würde durch das insgesamt größere Angebot der Preisdruck auf die Bahn wieder verstärkt.